# Szilágyi Tibor (meteorológus)
Szilágyi Tibor (Kiskőrös, 1924. december 31. – Budapest, 2002. augusztus 31.) magyar meteorológus.

## Életpályája
Orosházán mezőgazdasági középiskolát végzett. Érettségi után Kolozsváron tanult a Mezőgazdasági Főiskolán. A második világháború miatt az iskolát félbehagyta; katonának állt; a főiskolát pedig Keszthelyre helyezték át. 1944. december 6-án Németországba került tartalékos tiszti iskolába; 1945. április 14-én Jénában amerikai, majd francia hadifogságba került. 1945. július 14-én hazajött családjához Kiskőrösre. 1945 őszén Budapesten az Agrártudományi Egyetemen folytatta tanulmányait. Közben az OMFI-ban az Agrometeorológiai Osztályon önkéntesen dolgozott. 1950-ben felvették az OMFI-ba. Martonvásáron 1955. szeptember 1-én megindult az agrometeorológiai obszervatórium szervezése. Kecskeméten 1959. augusztus 20-án avatták fel az obszervatóriumot, melynek vezetője lett. 1963-ban doktori szigorlatot tett a Gödöllői Agrártudományi Egyetemen. 1978. május 23-án címzetes főiskolai tanár lett.

## Művei
- A homoktalajokon folytatott mezőgazdasági termelés agrometeorológiája (1964)
- Időjárási események Kecskeméten a XVII.-XIX. században (1999)

## Díjai
- Steiner Lajos emlékérem (1980)
- Tudományos Munkáért Díj (1983)
- Berényi Génes-emlékdíj (1993)
- MMT tiszteleti tag (1997)
- Pro Meteorologia emlékplakett (2001)